# バラツケー
バラツケー（英: Barraques、1927年 - 1949年10月25日）は、フランスで生産されたアングロアラブの種牡馬である。種牡馬としては日本で繋養されると、その子孫は戦後を通じて日本のアングロアラブ競馬において大いに繁栄した。
※以下、馬齢はすべて2000年以前に使用された旧表記（数え年）にて記述する。

## 概要
父はサラブレッドのComtatであるが、その父系を遡るとエクリプスの直子のうちポテイトーズ、キングファーガスでなくジョーアンドリュースへと至る傍流系統にあたる。
1930年に農林省がフランスのバスピレネー県で85,000フランで購入した。その年に日本に輸入され、1931年8月に血統登録がなされている。
北海道浦河町に存在した日高種馬牧場で国有種牡馬として繋養されると 、数多くの活躍馬を送り出した。戦後に限っただけでも、日本競馬における最高負担重量での勝利記録を持つタマツバキ、読売盾争奪東西対抗戦連覇のニユーバラツケー、南関東公営競馬で活躍したミネフジらがその代表産駒として挙げられる。
そしてミネフジの子タガミホマレは1970年代後半から1980年代にかけてアングロアラブの中央・地方リーディングサイアーに8回輝き、タイムライン・シナノリンボーらの後継種牡馬も成功。2000年代に入っても、シナノリンボー産駒で1990年代前半に上山で活躍したレオグリングリンの子マリンレオが2003年のNARグランプリアラブ最優秀馬を受賞し、2009年9月27日には日本で最後のアングロアラブ種単独競走となった福山の「アラブ特別レジェンド賞」を同じくレオグリングリン産駒のザラストアラビアンが制している。

## 血統表
| バラツケーの血統（ジョーアンドリュース系 / 「アア」表記はアングロアラブ種 「アラ」表記はアラブ種 「*」が付された馬名はシャギア・濠サラ | バラツケーの血統（ジョーアンドリュース系 / 「アア」表記はアングロアラブ種 「アラ」表記はアラブ種 「*」が付された馬名はシャギア・濠サラ | バラツケーの血統（ジョーアンドリュース系 / 「アア」表記はアングロアラブ種 「アラ」表記はアラブ種 「*」が付された馬名はシャギア・濠サラ | （血統表の出典） | （血統表の出典） |
| 父 Comtat 1912 | 父の父Vinicus 1900 | Masque 1897 |                  |                  |
| 父 Comtat 1912 | 父の父Vinicus 1900 | Masque 1897 |                  |                  |
| 父 Comtat 1912 | 父の父Vinicus 1900 | Wandora 1887 |                  |                  |
| 父 Comtat 1912 | 父の父Vinicus 1900 | |                  |                  |
| 父 Comtat 1912 | 父の母Contree 1897 | Imp. border Minstrel 1880 |                  |                  |
| 父 Comtat 1912 | 父の母Contree 1897 | Imp. border Minstrel 1880 |                  |                  |
| 父 Comtat 1912 | 父の母Contree 1897 | Region 1883 |                  |                  |
| 父 Comtat 1912 | 父の母Contree 1897 | |                  |                  |
| 母 アア Titine 1919 | 母の父アラ Kerro 1910 | アラ Imp. Farhan 1897 |                  |                  |
| 母 アア Titine 1919 | 母の父アラ Kerro 1910 | アラ Imp. Farhan 1897 |                  |                  |
| 母 アア Titine 1919 | 母の父アラ Kerro 1910 | アラ jahel 1905 |                  |                  |
| 母 アア Titine 1919 | 母の父アラ Kerro 1910 | |                  |                  |
| 母 アア Titine 1919 | 母の母アア Bougiere 1914 | アア Marat 1902 |                  |                  |
| 母 アア Titine 1919 | 母の母アア Bougiere 1914 | アア Marat 1902 |                  |                  |
| 母 アア Titine 1919 | 母の母アア Bougiere 1914 | Boudeuse 1903 | Boudoir 1890     | Boudoir 1890     |
| 母 アア Titine 1919 | 母の母アア Bougiere 1914 | Boudeuse 1903 | Andrea 1895 11-g |                  |